# شاریپوفو
شهر شاریپوفو (به روسی: Шарыпово) در کشور روسیه و در کرای کراسنویارسک واقع شده‌است.